# Alcmena (zoologia)
Alcmena C. L. Koch, 1846 è un genere di ragni appartenente alla famiglia Salticidae.

## Distribuzione
Le 4 specie oggi note di questo genere condividono areali separati fra loro e sono endemiche di quattro diverse nazioni: Messico, Venezuela, Brasile e Argentina.

## Tassonomia
A maggio 2010, si compone di quattro specie:
- Alcmena amabilis C. L. Koch, 1846 — Messico
- Alcmena psittacina C. L. Koch, 1846[2] — Brasile
- Alcmena tristis Mello-Leitão, 1945 — Argentina
- Alcmena vittata Karsch, 1880 — Venezuela

### Specie trasferite
- Alcmena superba Karsch, 1878; trasferita attraverso vari generi, anche non più in uso, è stata ultimamente ridenominata come Sandalodes superbus (Karsch, 1878) a seguito di uno studio dell'aracnologo Zabka del 2000[1].

### Nomen dubium
- Alcmena trifasciata Caporiacco, 1954; gli esemplari, provenienti dalla Guiana francese, a seguito di uno studio degli aracnologi Ruiz e Brescovit del 2008, sono da considerarsi nomina dubia[1].